# Српски лист
Српски лист (Le Journal Serbe) - орган независних Срба, како је стајало у заглављу, је лист емигрантске владе Црне Горе који је излазио у Женеви од 1. новембра 1917. - 30. децембра 1918. године.
Лист је издавао Борислав Сл. Минић и важио је за полузванични орган црногорске владе. Српски лист је заступао становишта емигрантске владе и излазио је захваљујући њеним субвенцијама. Изашло је укупно 45 бројева.